# The Transformers (сезон 3)
Список и краткое описание эпизодов третьего сезона американского мультсериала The Transformers (1984—1987).

## Предыстория
В 2005 году десантный отряд десептиконов атаковал город автоботов на Земле. В ходе завязавшегося сражения обе стороны потеряли убитыми и ранеными многих лучших бойцов, а также своих вождей — Оптимуса Прайма и Мегатрона. Новым лидером автоботов стал Родимус Прайм (ранее известный как Хот Род). Он одолел в бою Гальватрона (такое имя принял Мегатрон после того, как был воскрешён и переформатирован Юникроном), а затем, использовав силу Матрицы лидерства автоботов, взорвал и самого Юникрона, после чего объявил об окончании военных действий. На Кибертроне начала возрождаться мирная жизнь…
Действие сезона начинается в 2006 г., спустя год после событий, показанных в фильме «Трансформеры: The Movie».

## Список серий
| № общий | № в сезоне | Название                                                                       | Автор сценария                          | Дата премьеры    | Произв. код |
| --- | ---------- | ------------------------------------------------------------------------------ | --------------------------------------- | ---------------- | ----------- |
| 66 | 1          | «Пять ликов тьмы (Часть 1)» «The Five Faces of Darkness (Part 1)»              | Флинт Дилл                              | 15 сентября 1986 | 700-86      |
| Оставшись без предводителя и почти без энергии, десептиконы укрылись на выжженной планете Чаар. Подключившись к блоку памяти Юникрона, Циклон определяет местонахождение Гальватрона и призывает десептиконов отдать всю имеющуюся энергию для спасения вождя. Между тем Олимпиаду, организованную автоботами в честь победы, прерывает неожиданное нападение неизвестного врага, в ходе которого похищены Ультра Магнус, Ворчун и Спайк Уитвики. Подозрение, естественно, падает на десептиконов. Чтобы найти виновных, Родимус Прайм и Динобот Смельчак отправляются на Чаар.                                                                      |            |                                                                                |                                         |                  |             |
| 67 | 2          | «The Five Faces of Darkness (Part 2)/ Пять ликов тьмы (Часть 2)»               | Флинт Дилл                              | 16 сентября 1986 | 700-87      |
| Родимус Прайм сильно пострадал в неравном бою с десептиконами на Чааре, однако благодаря силе Матрицы ему удаётся не только выжить, но и выяснить, что за похищением стоят зловещие и загадочные Квинтессоны. По приказу Родимуса автоботы немедленно вылетают на Квинтессу и прибывают туда как раз вовремя, чтобы выручить своих товарищей, приговорённых к смерти. Тем временем Циклон и Свипы освобождают Гальватрона из озера лавы на планете Трол. Вождь десептиконов стал ещё сильнее и злее, и полон решимости возродить свою империю. |            |                                                                                |                                         |                  |             |
| 68 | 3          | «Пять ликов тьмы (Часть 3)» «The Five Faces of Darkness (Part 3)»              | Флинт Дилл                              | 17 сентября 1986 | 700-88      |
| Горя желанием уничтожить автоботов, Квинтессоны взорвали собственную планету. Родимуса Прайма и других занесло на Утилион — планету-«липучку», и они не могут её покинуть. Квинтессоны же направляются на Чаар; там они с помощью энергокубов вербуют изголодавшихся десептиконов и увозят их на Утилион — прикончить автоботов. Узнав об этом от Разряда — единственного из десептиконов, кто не последовал за Квинтессонами — Гальватрон собирается расправиться с «узурпаторами». |            |                                                                                |                                         |                  |             |
| 69 | 4          | «Пять ликов тьмы (Часть 4)» «The Five Faces of Darkness (Part 4)»              | Флинт Дилл                              | 18 сентября 1986 | 700-89      |
| Прибыв на Утилион, Гальватрон вновь подчиняет себе десептиконов, а затем врывается на корабль Квинтессонов. Те, притворяясь испуганными, признают его власть и обещают служить ему. В это время Родимус Прайм совершает новое путешествие внутрь Матрицы и узнаёт, что Квинтессоны — создатели всех трансформеров, некогда изгнанные с Кибертрона и жаждущие мести. Чувствуя, что Кибертрон в смертельной опасности, Родимус приказывает немедленно возвращаться, но уже поздно — Гальватрон заключил союз с Квинтессонами против автоботов и людей. Его армия, пополненная гигантским трансформером Триптиконом, атакует Кибертрон и Землю.         |            |                                                                                |                                         |                  |             |
| 70 | 5          | «Пять ликов тьмы (Часть 5)» «The Five Faces of Darkness (Part 5)»              | Флинт Дилл                              | 19 сентября 1986 | 700-90      |
| Пока десептиконы и автоботы сражаются между собой, Квинтессоны решают, что наступил удобный момент для того, чтобы восстановить своё владычество на Кибертроне. Давным-давно они спрятали в недрах планеты особое устройство; будучи запущено, оно деактивирует всех трансформеров до единого. Однако после того, как Спайк выстрелом из бластера разбивает пульт управления, действие устройства прекращается, и Квинтессонам вновь, как когда-то, приходится бежать с Кибертрона. Десептиконы тоже вынуждены отступить. Автоботы одержали победу, но Родимус Прайм понимает, что это ещё далеко не конец.                                          |            |                                                                                |                                         |                  |             |
| 71 | 6          | «Душегубка» «The Killing Jar»                                                  | Майкл Чарльз Хилл, Джои Курихара Пьедра | 29 сентября 1986 | 700-91      |
| Учёный-Квинтессон обманом завлекает на свой корабль Ультра Магнуса, Циклона, лидера Джанкионов Ремонтника и Мариссу Фейрборн, планируя использовать их в качестве «подопытных кроликов» для своих экспериментов. Во время полёта пленникам удаётся вырваться на свободу, но им угрожает новая, ещё более серьёзная опасность — корабль стремительно приближается к «чёрной дыре», которая затягивает его в иную Вселенную. Чтобы вернуться в собственный мир, всем находящимся на корабле нужно забыть, хотя бы на время, о своей вражде и действовать сообща, как одна команда.                                                                     |            |                                                                                |                                         |                  |             |
| 72 | 7          | «Хаос» «Chaos»                                                                 | Пол Дэвидс                              | 30 сентября 1986 | 700-92      |
| Расследуя крушение космической станции на Утилионе, автоботы получают доказательство того, что в руки десептиконов попало самое твёрдое вещество во Вселенной — «Кристаллы Смерти», порождаемые страшилищем по имени Хаос. Теперь команде автоботов предстоит опасная экспедиция на планету Ужас, где обитает это жуткое создание, чтобы уничтожить губительные кристаллы. К тому же у Ворчуна свои давние счёты с Хаосом… |            |                                                                                |                                         |                  |             |
| 73 | 8          | «Пробуждение во тьме» «Dark Awakening»                                         | Энтони Залевски                         | 1 октября 1986   | 700-93      |
| В космической усыпальнице автоботов-героев Великой войны, Родимус Прайм и его товарищи становятся свидетелями воскрешения Оптимуса Прайма. Казалось бы, надо только радоваться, что любимый командир снова в строю… Но кто вернул его в мир живых, и с какой целью? Сохранилось ли в нём хоть что-нибудь от прежнего Оптимуса, или он теперь — всего лишь бездушный зомби, созданный, чтобы убивать? Родимус Прайм должен как можно скорее ответить на эти вопросы, иначе автоботы обречены! |            |                                                                                |                                         |                  |             |
| 74 | 9          | «До будущего ещё далеко» «Forever Is a Long Time Coming»                       | Джерри Конуэй, Карла Конуэй             | 8 октября 1986   | 700-94      |
| Квинтессоны предпринимают попытку изменить ход истории Кибертрона: через специально созданный временно́й портал они переносят из прошлого в будущее вождя мятежных рабов — трансформера по имени А3, в расчёте на то, что без него восставшие не смогут победить, а значит, Квинтессонам удастся сохранить власть над планетой. Однако вместо А3 в далёкое прошлое Кибертрона попадают пятеро автоботов из XXI века, которые и возглавляют повстанцев. Между тем механизм путешествия во времени выходит из-под контроля, грозя уничтожить всю Вселенную. Чрезвычайная ситуация требует от всех её участников экстренных мер и нестандартных решений… |            |                                                                                |                                         |                  |             |
| 75 | 10         | «Призрак Скандалиста» «Starscream's Ghost»                                     | Мегин МакЛафлин                         | 2 октября 1986   | 700-95      |
| Десептикон Октан приговорён Гальватроном к смерти. Прячась в подземельях Кибертрона от разыскивающих его Свипов, он неожиданно встречается… с призраком Скандалиста, убитого Гальватроном год назад. Двое авантюристов, живой и мёртвый, сговариваются отомстить общему врагу и, не теряя ни минуты, берутся за дело. Их невольным пособником оказывается ближайший помощник Гальватрона — Циклон, в которого вселяется дух Скандалиста… |            |                                                                                |                                         |                  |             |
| 76 | 11         | «Вор в ночи» «Thief in the Night»                                              | Пол Дэвидс                              | 6 октября 1986   | 700-96      |
| По всему миру прокатывается волна дерзких ограблений: в США украден Форт Нокс со всем золотым запасом страны, в Индии — Тадж-Махал, в Москве — храм Василия Блаженного… Подозрение падает на автоботов; чтобы восстановить своё доброе имя, они должны найти и разоблачить истинных преступников. Все нити тянутся к Абдулу Факкади, амбициозному президенту маленького государства Карбомбия, где с некоторых пор обретаются двое десептиконов — Триптикон и его приятель Октан… |            |                                                                                |                                         |                  |             |
| 77 | 12         | «Праздник с сюрпризом» «Surprise Party»                                        | Стив Митчелл, Барбара Питти             | 9 октября 1986   | 700-97      |
| Дэнни, сын Спайка, и его приятель Вили собираются устроить Ультра Магнусу сюрприз ко дню его рождения. Проблема в том, что никто (включая самого Магнуса) не знает, когда он появился на свет. Поиски нужной информации приводят мальчиков на складской астероид, где их подстерегает множество опасностей — гигантские летучие угри, питающиеся металлом, роботы-сторожа с лазерными винтовками, и в довершение ко всему — десептиконы во главе с Циклоном. Они берут Дэнни и Вили в заложники и оповещают об этом автоботов… |            |                                                                                |                                         |                  |             |
| 78 | 13         | «Рай для сумасшедшего» «Madman's Paradise»                                     | Крэйг Рэнд                              | 13 октября 1986  | 700-98      |
| Разгуливая по Кибертрону в поисках приключений, Дэнни и Смельчак попадают в заброшенный туннель, который ведёт в очень странный мир — мир, полный магии, где действуют заклинания, оживают деревья и водятся драконы, и где правит загадочный «Красный Волшебник». Он дружелюбно встречает пришельцев, уверяет, что нуждается в их помощи, и простодушный Смельчак уже готов поверить ему… Но кто на самом деле скрывается под красной мантией?.. |            |                                                                                |                                         |                  |             |
| 79 | 14         | «Планета ночных кошмаров» «Nightmare Planet»                                   | Бет Борнстейн                           | 31 октября 1986  | 700-99      |
| Квинтессоны испытывают на Дэнни Уитвики своё новое зловещее изобретение — машину, позволяющую материализовать сновидения. Воздействуя на мозг мальчика, они заставляют его видеть кошмарные сны, добиваясь, чтобы порождённые его сознанием чудовища уничтожили автоботов. Однако они не учли глубины привязанности Дэнни к друзьям — и во сне он старается защитить их от угрожающих им опасностей… |            |                                                                                |                                         |                  |             |
| 80 | 15         | «Призрак в машине» «Ghost in the Machine»                                      | Майкл Чарльз Хилл, Джои Курихара Пьедра | 21 октября 1986  | 700-100     |
| Ради того, чтобы вновь обрести телесный облик, Скандалист готов на всё — даже на сделку с Юникроном. Исполнив три желания последнего, он получает, наконец, новое тело и оживает. Но ни автоботы, ни десептиконы никогда не оставят безнаказанным того, кто сотрудничал с ненавистным «Пожирателем планет»… |            |                                                                                |                                         |                  |             |
| 81 | 16         | «Мир паутины» «Webworld»                                                       | Лен Уэйн, Дайан Дьюэйн                  | 20 октября 1986  | 700-101     |
| Десептиконов серьёзно беспокоит состояние психического здоровья их лидера, который всё чаще ведёт себя, мягко говоря, не вполне адекватно. По совету Квинтессонов Циклон доставляет Гальватрона для лечения на планету-клинику Торкулон, к тамошним знаменитым психиатрам. Но это — как раз тот случай, когда медицина бессильна. Хуже того: от такого буйного пациента в конце концов «сносит башню» у самой планеты… |            |                                                                                |                                         |                  |             |
| 82 | 17         | «Схватка на Си-минор» «Carnage in C-Minor»                                     | Базз Диксон                             | 14 октября 1986  | 700-102     |
| Неведомая сила на глазах автоботов и десептиконов разрушает огромную комету, а затем притягивает их самих к удивительной планете, называемой Эвритма. Выясняется, что источником силы служит музыкальная гармония, тайной которой владеют трое жителей планеты: правитель Бассо Профундо, его приближённый, молодой Зебоп Скандана, и прекрасная Аллегра. Десептиконы и автоботы начинают очередную «гонку вооружений». Выиграет тот, кто первым соберёт все три части гармонии… |            |                                                                                |                                         |                  |             |
| 83 | 18         | «Хроники Квинтессонов» «The Quintesson Journal»                                | Ричард Мервин                           | 11 ноября 1986   | 700-103     |
| В руки автоботов случайно попадает часть секретной хроники Квинтессонов, содержащая сведения об их «коммерческих предприятиях» и «особых проектах». Хотя Квинтессоны, боясь возможных разоблачений, прилагают все усилия, чтобы помешать автоботам, Бравый благополучно доставляет находку на Кибертрон, где проходят переговоры между представителями двух планет — Ксетаксиса и Ланарка, которые уже много веков воюют между собой. Теперь враждующие стороны могут, наконец, доподлинно узнать, за что боролись всё это время… |            |                                                                                |                                         |                  |             |
| 84 | 19         | «Главное оружие» «The Ultimate Weapon»                                         | Артур Байрон Коувер                     | 10 ноября 1986   | 700-104     |
| Боевикон Фингал похитил шестерню трансформации Метроплекса. Расстроенный Санитар, считая себя главным виновником случившегося, покидает отряд автоботов. Между тем Гальватрон даёт знать Родимусу Прайму и Ультра Магнусу, что обладает самым смертоносным оружием во Вселенной, и угрожает в любой момент пустить его в ход, если автоботы не сдадутся. Единственный выход — как можно скорее отремонтировать Метроплекса, но прежде нужно убедить Санитара вернуться… |            |                                                                                |                                         |                  |             |
| 85 | 20         | «Супервещание 2006» «The Big Broadcast of 2006»                                | Майкл Ривз                              | 12 ноября 1986   | 700-105     |
| Ещё одна часть хроники Квинтессонов оказывается на планете Джанк. Пытаясь вернуть её, Квинтессоны прибегают к хитроумному отвлекающему маневру: подключившись к земным телевизионным каналам, внушают Джанкионам ненависть ко всем другим формам разумной жизни. Под влиянием внушения Джанкионы сооружают у себя на планете ретранслятор огромной мощности, вследствие чего добрую половину Галактики охватывает настоящий военный психоз. Кто остановит это безумие?.. |            |                                                                                |                                         |                  |             |
| 86 | 21         | «Сражайтесь или бегите» «Fight or Flee»                                        | Тони Синсипирини, Ларри Лихи            | 15 октября 1986  | 700-106     |
| В дальнем космосе десептиконы обнаружили исключительно богатую энергоном планету Парадрон. Миролюбивые жители Парадрона не сумели дать отпор наглым захватчикам и были обращены в рабов; лишь одному из них, Затвору, удалось бежать с планеты и вызвать на помощь автоботов. Штурмовой отряд во главе с Родимусом Праймом прибыл на Парадрон. Но решатся ли парадронцы, ненавидящие войну и насилие, взяться за оружие, чтобы сражаться плечом к плечу с автоботами?.. |            |                                                                                |                                         |                  |             |
| 87 | 22         | «Обитатель недр» «The Dweller in the Depth»                                    | Пол Дайни                               | 30 октября 1986  | 700-107     |
| Стремясь во что бы то ни стало покончить с трансформерами, Квинтессоны решаются на новое злодеяние. По их наущению Гальватрон пробуждает заключённого в недрах Кибертрона ужасного «Обитателя недр» — полу-животное, полу-машину. Это существо высасывает всю энергию из тел своих жертв, превращая их в таких же энергетических вампиров. Если оно доберётся до главного генератора Кибертрона, его уже ничто не сможет удержать. Нужно действовать немедленно — «Обитатель» уже вот-вот прорвётся на поверхность планеты, а его зомби атакуют штаб автоботов…                                                                                      |            |                                                                                |                                         |                  |             |
| 88 | 23         | «Всего лишь человек» «Only Human»                                              | Сьюзен К.Уильямс                        | 13 ноября 1986   | 700-108     |
| Четверо автоботов — Родимус Прайм, Ультра Магнус, Спринтер и Арси — попадают в руки криминального авторитета Виктора Дрета и его таинственного сообщника по прозвищу «Старина Змей». Их разум переместили в тела обычных людей, а их собственные тела стали просто машинами. Дрет собирается использовать их, чтобы уничтожить город автоботов. Но великолепная четвёрка и в человеческом обличии успешно противостоит злодеям и разрушает их замысел. |            |                                                                                |                                         |                  |             |
| 90 | 24         | «Деньги — это всё» «Money Is Everything»                                       | Джерри Конуэй, Карла Конуэй             | 17 ноября 1986   | 700-109     |
| Марисса Фейрборн и патруль Техноботов получают сигнал с космического корабля, подвергшегося нападению Терроконов. Прибыв на место происшествия, Марисса и её друзья встречают незнакомца. Отрекомендовавшись как Дирк Мейнус, космический торговец, он сообщает, что заметил на одном из спутников Сатурна базу Квинтессонов и готов указать её точное местонахождение, если ему хорошо заплатят. Техноботы принимают предложение Мейнуса, но… может быть, они слишком поторопились?.. |            |                                                                                |                                         |                  |             |
| 89 | 25         | «Новый мозг Смельчака» «Grimlock's New Brain»                                  | Пол Дэвидс                              | 14 ноября 1986   | 700-110     |
| Авария на главном генераторе Кибертрона, подстроенная десептиконами, вызывает колоссальный выброс энергии, в результате которого Смельчак неожиданно становится самым умным из трансформеров. Как ни странно, это чудесное преображение не делает Смельчака счастливее. Передав могучий супер-интеллект своему созданию — гиганту Компьютрону, он без всякого сожаления возвращается к обычной жизни. |            |                                                                                |                                         |                  |             |
| 91 | 26         | «Зов из глубины веков» «Call of the Primitives»                                | Дональд Ф.Глат                          | 18 ноября 1986   | 700-112     |
| Исполинский монстр Торнедрон — творение великого изобретателя Примакрона — способен гасить звёзды и опустошать целые миры. Чтобы отвести угрозу, нависшую над Вселенной, Оракул, помощник Примакрона, созывает всех трансформеров-зверей, зная, что только они смогут положить конец опасным экспериментам Примакрона. |            |                                                                                |                                         |                  |             |
| 92 | 27         | «Лицо Ниджики» «The Face of the Nijika»                                        | Мэри Скринс, Стив Скитс                 | 20 ноября 1986   | 700-113     |
| Пять тысяч лет назад на планете Замоджин существовала высокоразвитая цивилизация, представители которой открыли секрет использования звёздного света в качестве источника энергии. Опасаясь растущего могущества замоджинцев, Квинтессоны изолировали их от остального мира. С тех пор Замоджин погружён во мрак. Но уже близится спасение в лице автобота Микроскопа, который, сам того не подозревая, владеет ключом от космической темницы, где томятся замоджинцы… |            |                                                                                |                                         |                  |             |
| 93 | 28         | «Самая тяжкая ноша» «The Burden Hardest to Bear»                               | Майкл Чарлз Хилл                        | 19 ноября 1986   | 700-114     |
| В очередной стычке с десептиконами Родимус Прайм теряет Матрицу лидерства. Вначале он даже рад, что снова сделался «обыкновенным» автоботом и избавился, наконец, от тяжкого бремени ответственности за судьбы мира. Но вскоре события принимают скверный оборот: десептикон Кнут, присвоивший Матрицу, вознамерился стать новым властителем Вселенной… |            |                                                                                |                                         |                  |             |
| 94 | 29         | «Возвращение Оптимуса Прайма (Часть 1)» «The Return of Optimus Prime (Part 1)» | Марв Вулфмен, Чери Уилкерсон            | 24 февраля 1987  | 700-115     |
| Профессор Морган, считая автоботов виновниками тяжкого увечья его дочери Джессики, из мести заражает их вирусом Чумы Ненависти, привезённым Джессикой из её последней космической экспедиции. Вирус стремительно распространяется, поражая и трансформеров, и людей. Единственная надежда — на Оптимуса Прайма, но он давно мёртв. Только Квинтессоны могли бы восстановить его, но они прячутся в глубинах Вселенной, и чтобы их найти, нужно время. А его почти не осталось… |            |                                                                                |                                         |                  |             |
| 95 | 30         | «Возвращение Оптимуса Прайма (Часть 2)» «The Return of Optimus Prime (Part 2)» | Марв Вулфмен, Чери Уилкерсон            | 25 февраля 1987  | 700-116     |
| Оптимус Прайм возвращается к жизни… и очень скоро оказывается единственным трансформером во Вселенной, кто не пострадал от Чумы Ненависти. Отняв Матрицу лидерства у заражённого Родимуса Прайма, Оптимус открывает её и использует заключённую в ней древнюю мудрость, чтобы остановить эпидемию и исцелить мир от вражды и злобы. |            |                                                                                |                                         |                  |             |